# Svenska nationaldanser
Svenska nationaldanser är en svensk stumfilm från 1908.
Filmen visar hembygdsklädda damer och herrar som dansar olika folkdanser ackompanjerade av en man med fiol, däribland "Vingåkersdansen" och "Oxdansen". Filmen premiärvisades den 4 mars 1908 på biograf Nya London i Stockholm och kom därefter att visas ofta på biograferna under resten av året.
Den del av filmen som innehåller "Vingåkersdansen" finns bevarad i Sveriges Televisions arkiv, medan resterande delar har gått förlorade.